# Roboterbaukasten
Ein Roboterbaukasten ist die Spezialform eines allgemeinen Baukastens. Mit Hilfe dieser Baukästen lassen sich Roboter, insbesondere autonome mobile Roboter bauen.
Spielzeug-Roboterbaukästen werden von vielen Unternehmen angeboten. Die Kästen sind vorwiegend aus Kunststoff und relativ preiswert. Bekannte Produkte sind unter anderem LEGO Mindstorms und Fischertechnik. In Indien gibt es seit 2009 das programmierbare iPitara-Bausystem. Hochwertige Roboterbausätze aus Metall werden zum Beispiel von qfix hergestellt.
Neben Spielzeugbaukästen gibt es auch Roboterbausätze, die sich nur einmal zusammenbauen lassen, dazu zählen unter anderem ASURO, c’t-Bot und NIBObee.
Roboterbaukästen und Roboterbausätze werden häufig in Schulen verwendet (vor allem Realschule und Gymnasium) um den Bereich Mechatronik (Mechanik, Elektronik und Informatik) zu vermitteln. Speziell im Fach Naturwissenschaft und Technik sind die Themen Messen, Steuern, Regeln (MSR) sehr verbreitet.